# 卢淦
卢淦（1910年6月—1992年），男，直隶（今河北）文安人，中国电影美术师，长春电影制片厂美术师，曾任中国电影家协会理事。